# Kieffer Moore
Kieffer Roberto Francisco Moore, född 8 augusti 1992 i Torquay, England, är en walesisk fotbollsspelare som spelar för Wrexham United och Wales landslag.

## Karriär
Den 31 januari 2022 värvades Moore av Bournemouth, där han skrev på ett 3,5-årskontrakt.
Den 1 februari 2024 lånades Moore ut till Ipswich Town till slutet av säsongen 2023/2024. Den 15 juli 2024 skrev han på ett treårskontrakt med Sheffield United.